# André-Charles Boulle

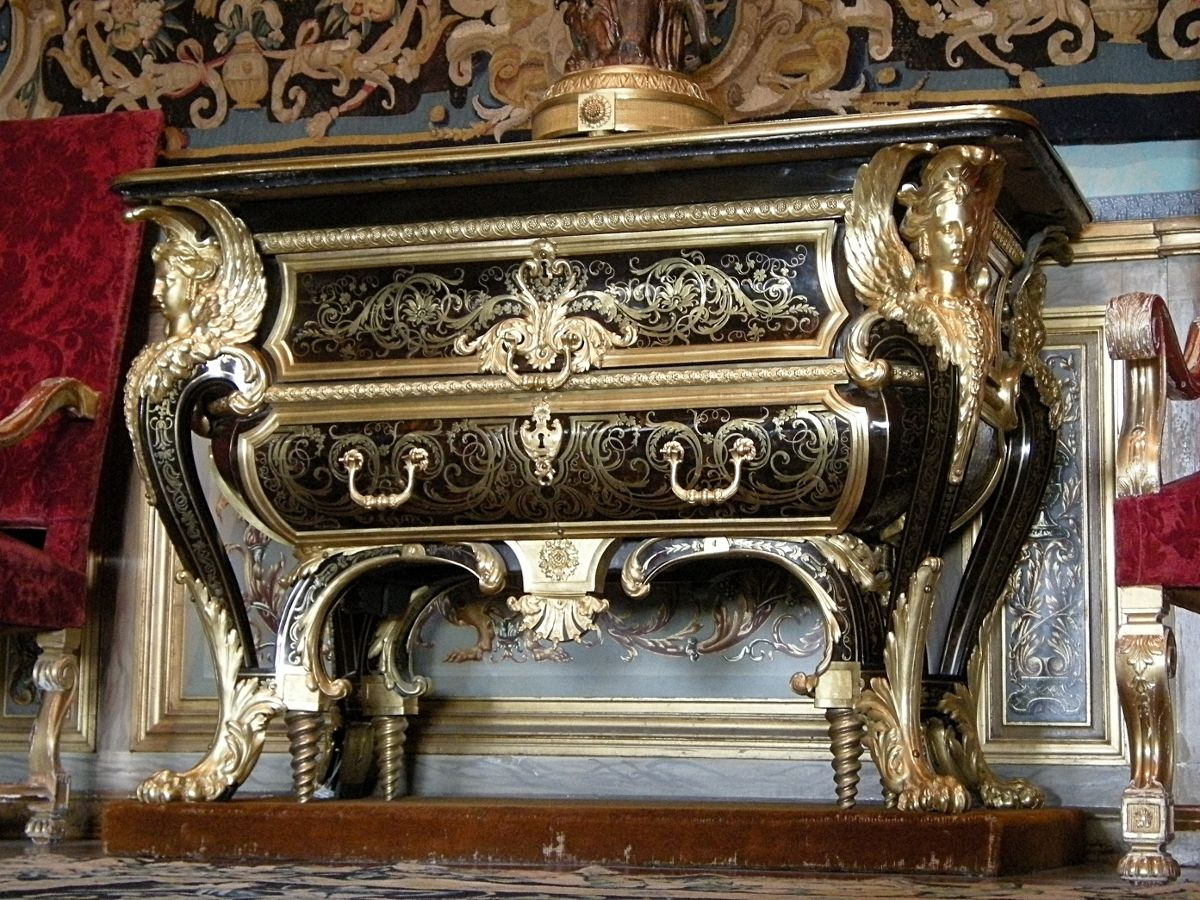
Komoda zhotovená André-Charlesem Boullem

André-Charles Boulle (11. listopadu 1642, Paříž, Francie – 28. února 1732 tamtéž) byl francouzský ebenista, sochař, kovolijec, cizelér, pozlacovač, malíř a kreslíř 17. a 18. století.
Je považován za předního umělce v oboru marketerie, dokonce za „nejpozoruhodnějšího ze všech francouzských uměleckých truhlářů“.

## Život
André-Charles Boulle se narodil jako třetí dítě ebenisty Johanna Bolta, který si dal pofrancouzštit jméno na Boulle. Vyučil se v otcově dílně nejrůznějším technikám uměleckých řemesel.
Boulle byl zaměstnán jako královský ebenista francouzského krále Ludvíka XIV., pracoval v královské manufaktuře Les Gobelines v Paříži. Použil jako první kombinovanou intarzii ebenového dřeva s mosazí a želvovinou na kovovém korpusu.
Používal tuto výzdobnou techniku nejen pro intarzie desek, rámů zrcadel, ale také oblých tvarů kabinetů, skříněk, stolů, hodin, truhliček i kazet. Tato technika po něm byla pojmenována. Pod jeho vedením pracovalo 40 marketérů. Vyzdobili takto mnohé královské interiéry, například Zrcadlovou galerii zámku ve Versailles. V této technice pokračovali až do poloviny 18. století čtyři Boulleovi synové. Její retro-móda nastala v období historismu kolem poloviny 19. století.

## Technika
Technika spočívá ve třech krocích: Nejprve se vyryjí do dřevěného podkladu rámující barokní dekorativní motivy, zpravidla ornamentální pole složená z kartuší, volut, rokají či mřížek. Význam a cena práce spočívá v náročném a přesném rytí motivů do tvrdého ebenového dřeva, používají se však i jiná dřeva.
Dále se do rýh zatloukají bronzové nebo mosazné pásky, která rámují políčka ze želvoviny, ale také například ze slonoviny, lapisu lazuli nebo mořského korálu. Tyto organické materiály je třeba vystřihnout do žádaného tvaru, u oblých předmětů také ještě nahřát a zformovat.
Výslednou intarzii je třeba zbrousit a vyleštit.

## Zajímavost
Jeho socha je jednou ze 146 soch umístěných na fasádě budovy Hôtel de ville de Paris.